# Kreismuseum Bitterfeld
Das Kreismuseum Bitterfeld ist ein Museum in Bitterfeld-Wolfen. Es wurde als städtische Sammlung von sächsischen Altertümern, besonders solcher aus Stadt und Kreis Bitterfeld, im Jahre 1892 durch Emil Obst gegründet. Seit 2007 ist das Museum eine Einrichtung des Landkreises Anhalt-Bitterfeld.

## Geschichte
Seit 1876 sammelte der Kirchenrendant und spätere Museumsgründer Emil Obst Schriftgut und Quellen, aber auch gegenständliche Objekte, mit lokalem Charakter. Diese Sammlung stellte mehr als 15 Jahre später den Grundstock für eine städtische museale Einrichtung in Bitterfeld. Im Dezember 1891 bat Obst in einem Schreiben an die Stadtbehörden um „Anlegung einer städtischen Sammlung von sächsischen Altertümern, besonders solcher aus Stadt und Kreis Bitterfeld, zur Gewinnung einer gewissenhaften Pflegestätte für Ortsgeschichte und engere Heimatkunde.“ Der Magistrat der Stadt stimmte diesem Antrag am 6. Januar 1892 zu, und die Stadtverordnetenvertretung bestätigte dieses Anliegen sechs Tage später. Erste Räumlichkeiten wurden im historischen Rathaus geschaffen. Dabei legte Obst den Grundstein für die inzwischen auf 10.000 Bände angewachsene Bibliothek. 
Obsts großer Sammeleifer machte schon 1901 einen Umzug in die Schule an der Stadtkirche notwendig. Seitdem ist die Sammlung in dem 1839 als Mädchenschule errichteten Gebäude zwischen evangelischer Kirche und Rathaus untergebracht. 1905 erschien erstmals die Bezeichnung Stadtmuseum, in den frühen 1960er Jahren wurde das Haus zum Kreismuseum. 1929 verstarb der Museumsbegründer. 
Ihm folgte Max Dietze, der zuvor als Kaufmann in Bitterfeld tätig war. Der Obstsche Nachlass wurde aufgekauft und in den Bestand des Stadtmuseums übernommen. Ab 1936 standen alle Räumlichkeiten des ehemaligen Schulgebäudes am Kirchplatz dem Museum zur Verfügung. In dieser Zeit erfolgte eine umfangreiche Renovierung mit einer Einweihungsfeier im Sommer 1937. Max Dietze machte im Laufe der Jahre weitere Erwerbungen, u. a. wurden Grafiken von Künstlern wie Hermann Schiebel und Walter Möbius übernommen.
Der Zweite Weltkrieg führte zu einer Unterbrechung in der Museumsarbeit. Bestände mussten verpackt und ausgelagert werden. Nach dem Krieg ging die Leitung an Walter Bellmann über, in dessen Zeit die Entwicklung vom Stadt- zum Kreismuseum erfolgte. Im Jahre 1978 schied Bellmann als Museumsdirektor aus. Mit Lothar Herbst als neuer Direktor wurde der Schwerpunkt auf die Öffentlichkeitsarbeit gelegt. 
Das Haus erfuhr nach der Wiedervereinigung eine umfangreiche Renovierung und Neupräsentation der Sammlungen. Zu Beginn des Jahres 1992 wurde das Amt des Museumsdirektor durch den Landkreis Bitterfeld an Uwe Holz übertragen. Dieser leitete das Haus bis in das Jahr 2020. Zum Jahreswechsel übernahm Sven Sachenbacher die Führung des Kreismuseums in Bitterfeld. Zusätzlich wurde er Leiter des Industrie- und Filmmuseums in Wolfen. Die Doppelfunktion begleitete zuvor bereits Holz.